# The Favourite
The Favourite er en amerikansk historisk dramakomedie fra 2018, instrueret af Yorgos Lanthimos. Manuskript blev skrevet af Deborah Davis og Tony McNamara. Filmen udspiller sig i England på 1700-tallet og handler om to kusiner, Abigail og Sarah, som kæmper om at blive favoritten til dronning Anne. Olivia Colman, Emma Stone og Rachel Weisz spiller hovedrollerne.

## Medvirkende
- Olivia Colman som Dronning Anne
- Emma Stone som Abigail
- Rachel Weisz som Lady Sarah
- Nicholas Hoult som Robert Harley
- Joe Alwyn som Samuel Masham
- Mark Gatiss som Lord Marlborough
- James Smith som Sidney Godolphin

## Priser
Filmen vandt en Oscar for bedste kvindelige hovedrolle til Olivia Colman.

## Eksterne Henvisninger
- The Favourite på Internet Movie Database (engelsk)
- The Favourite på Filmdatabasen
- The Favourite på Scope
- The Favourite i Svensk Filmdatabas (svensk)
- The Favourite på AlloCiné (fransk)
- The Favourite på MovieMeter (nederlandsk)
- The Favourite på AllMovie (engelsk)
- The Favourite på Turner Classic Movies (engelsk)
- The Favourite på The Movie Database (engelsk)
- The Favourite på Rotten Tomatoes (engelsk)